# Stanley Watson (Musiker)
Stanley Albert „Stan“ Watson (* 20. September 1926 in Ottawa; † 20. Oktober 1978 in den USA) war ein britischer Jazzmusiker (Gitarre, Komposition).

## Leben und Wirken
Watson wuchs in einer musikalischen Familie auf, die ab 1933 in Palmers Green im Norden Londons lebte. Dort lernte er den Pianisten Denny Termer kennen, der später Shirley Bassey begleitete. Zusammen mit einem anderen Freund, den er im Alter von 13 Jahren kennenlernte, dem Schlagzeuger Laurie Morgan, gründeten sie die Rhythm Racketeers mit Don Rendell am Altsaxophon. Nach Ausbruch des Zweiten Weltkriegs traten sie im Hackney Empire, dann in anderen Varietétheatern auf. In den frühen 1940er Jahren war er mit Laurie Morgan und Don Rendell Teil von Marian McPartlands ENSA/USO-Gruppe und bei der Betreuung der amerikanischen Truppen in Großbritannien tätig. Gemeinsam mit Rendell schloss er sich dann Duncan Whytes Orchester an, das im Savoy Hotel in London spielte.
Watson gehörte zu den ersten Musikern in Großbritannien, die Bebop spielten. Nach weiterer Tätigkeit in der Truppenbetreuung nahm er 1954 mit Victor Feldman vier Titel für Esquire Records auf. Danach lebte er sechs Jahre lang in Kontinentaleuropa, wo er unter anderem Unterricht bei Django Reinhardt, Andrés Segovia und Pablo Casals nahm. 1960 kehrte er nach England zurück und arbeitete weiter in London, bevor er 1966 seiner Frau in die USA folgte, wo er in Rochester wirkte. Dort war er auch als Vorgruppe für Frank Zappa und für John McLaughlin tätig. Er wirkte auf der 1970 aufgenommenen LP Friends and Love von Chuck Mangione mit und nahm 1971 eine zweite LP mit Mangione unter dem Titel Together auf; zu beiden Alben steuerte er Kompositionen bei.
Watsons Titel wurden auch von Davy Graham, Pedro Ruy-Blas und Kimloch Nelson aufgenommen. 1978 starb er bei einem Verkehrsunfall in den USA.